# Hysni Krasniqi
Hysni Krasniqi, född den 10 mars 1942 i Pristina i Kosovo, är en albansk konstnär.
Han läste bildkonst i Pristina och tog universitetsexamen vid Belgrads akademi för figurativ konst. Han blev därefter lärare vid en konstakademi i hemstaden. Konstverken som han har skapat är inspirerat av lant- och jordbruksliv.